# Palácio de Düsseldorf

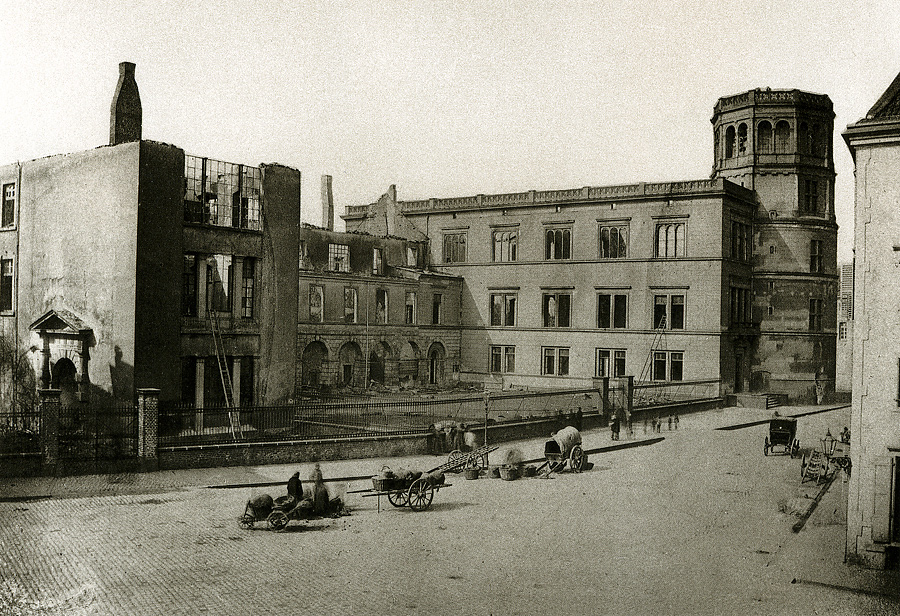
Aspecto das ruínas do Palácio de Düsseldorf em 1872.

O Düsseldorf (em alemão: Düsseldorfer Schloss) foi um palácio ducal situado na parte antiga da cidade de Düsseldorf, na Alemanha. A história deste edifício foi uma história de catástrofes, tendo o complexo ardido quase completamente por quatro vezes: 1492, 1510, 1795 e 1872. Actualmente, resta apenas a torre do palácio (no extremo direito da imagem ao lado). Hoje, o palácio só é recordado na toponímia da cidade através da Burgplatz (Praça do Castelo), a praça que ocupa o espaço onde se ergueu até ao século XIX.

## História

### Idade Média
A construção do primeiro edifício, no local onde se ergueria o Palácio de Düsseldorf, com vista ao estabelecimento dum castelo ocorreu por volta de 1384. Esta estrutura surgiu ligada aos planos de expansão da cidade e à aplicação de direitos aduaneiros, para que estes não tivessem que ser cobrados de forma violenta. Em 1399 já estavam disponíveis duas capelas, das quais não existem ilustrações. Em 1435, há menção a um "Burghgrave" (burgrave). Em 1492, o castelo sofreu o seu primeiro incêndio, seguido pelo aumento da atividade construtiva. No dia 23 de Dezembro de 1510, um novo incêndio destruiu a tentativa de alargamento do edifício em reconstrução.

### Renascimento
Em 1521, Düsseldorf tornou-se na capital dos Ducados Unidos de Jülich-Kleve-Berg, pelo que se tornou urgentemente necessária a existência dum palácio de representação. A recuperação e reconstrução do edifício foi liderada por Bertram von Zündorf. No entanto, a construção só atingiria um bom ritmo depois do Duque Guilherme o Rico (1516-1592) convocar o arquitecto renascentista Alessandro Pasqualini para Düsseldorf. O formato e a arte de Pasqualini podem ser apreciados em duas das suas obras, o Schloss Rheydt e a Zitadelle Jülich. As ilustrações, por Frans Hogenberg, presentes na documentação do casamento do Duque João Guilherme (1562-1609) com a Princesa Jakobe de Baden (1558-1597) mostram uma monumental fachada de três andares voltada para o Reno, coroada por torres com lanternins. O pátio interior continha uma colunata de piso único, como a do Palácio de Rheydt, e várias galerias abobadadas. Está documentado um Portal-Edículo, ritmicamente colmeado, com pilastras rectangulares. Pasqualini deve ter trabalhado, igualmente, na capela palaciana, a qual continha pilastras coríntias nas paredes e cornijas.

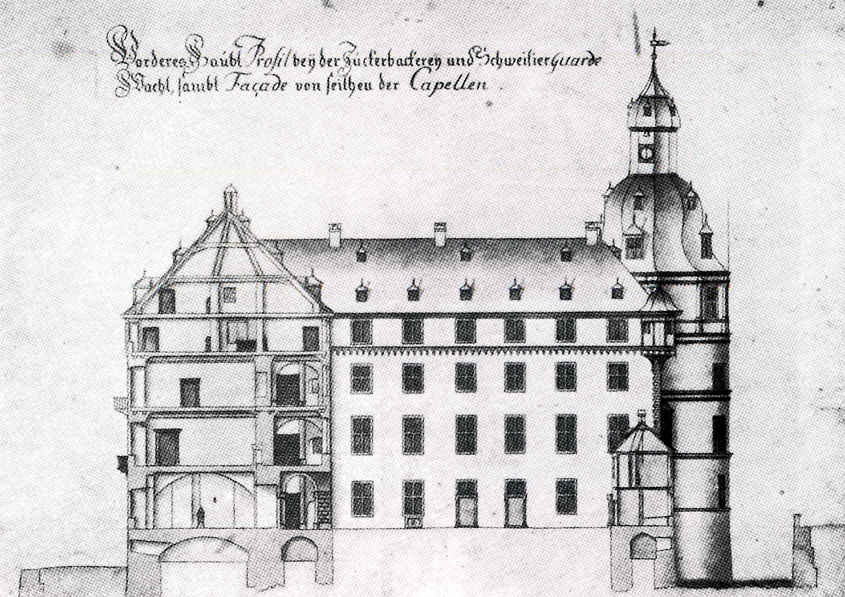
Planta do Palácio de Düsseldorf em 1756.

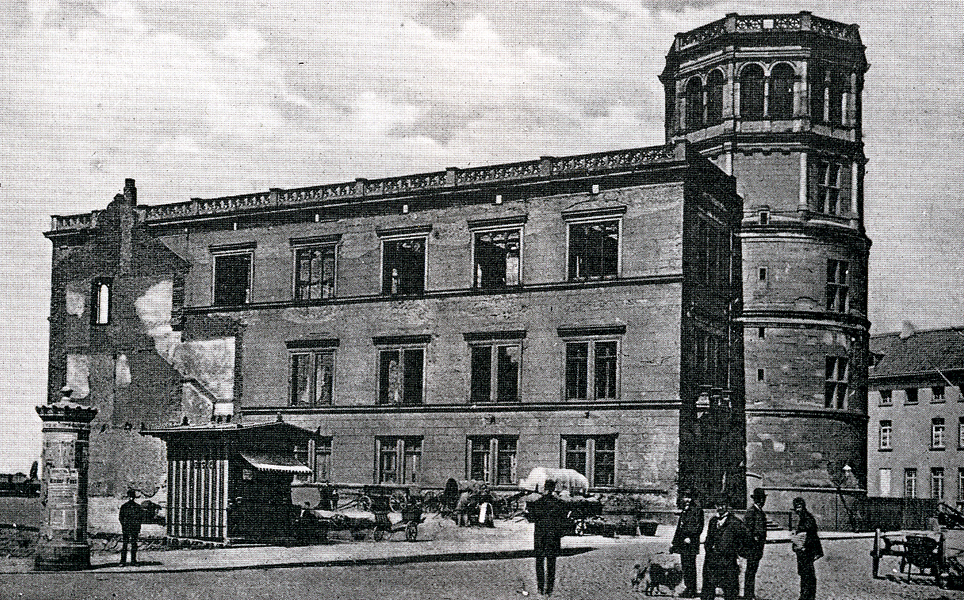
Ruínas do Palácio de Düsseldorf em 1900.

### Período Barroco
Quando o Eleitor Palatino João Guilherme (1658-1716), ainda hoje popular em Düsseldorf, assumiu o governo do ducado, o Palácio de Düsseldorf estava bastante degradado. Os trabalhos de renovação incidiram, principalmente, no interior; João Guilherme também usou os serviços de arquitectos italianos, principalmente Domenico Martinelli.
O estilo de vida barroco também exigia mais espaço, o que foram construídos um estábulo, uma casa de forno, uma casa de cerveja, e uma escola de equitação, além dum teatro, duma sala para jogos com bola e duma casa para os criados. O eleitor residia em Düsseldorf, mas muitas vezes, durante o Verão, deslocava-se para o Palácio de Benrath ou ia para o Palácio de Bensberga a fim de fazer caçadas. Depois do desaparecimento dos eleitores, o palácio perdeu importância, uma vez que os seus sucessores nunca ali residiram. Foram tomadas medidas para a sua preservação mas o bombardeamento a Düsseldorf feito, em 1795, pelas tropas francesas deixou o palácio em chamas, pelo que grande parte ficou queimada e alguns locais desmoronaram.

### Século XIX

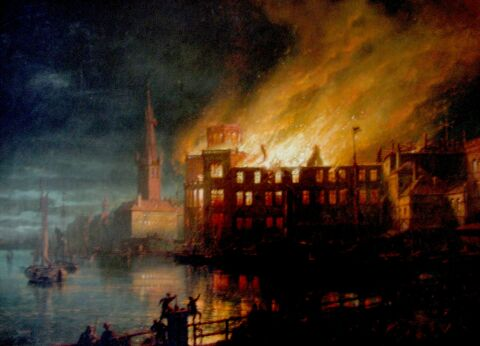
O Incêndio de 1872 no Palácio de Düsseldorf representado por August von Wille.

Heinrich Heine relembra a sua infância em Düsseldorf: "(…) nós sentávamo-nos frente à estátua de mármore na Praça do Palácio – de um lado fica o antigo e desolado palácio, o qual é assombrado à noite e uma dama sem cabeça, oculta por sedas, com o tempo, gira em torno de (…)". A dama velada por sedas esconde a memória da infeliz Jakobe de Baden.
Mais uma vez, foi feita uma tentativa para dar um novo brilho às ruínas. Rudolf Wiegmann fez planos para a reconstrução da ala note. A primeira pedra foi colocada em 1845, na presença do Rei Frederico Guilherme IV da Prússia. As ruínas da torre independente do palácio foram reconstruídas segundo os ideais renascentistas de Pasqualini e a ala norte foi coberta. NO entanto, o Palácio de Düsseldorf acabaria por ser destruído pelo incêndio que deflagrou entre 20 e 21 de Março de 1872, o que levou à criação da corporação de bombeiros municipais profissionais.
As suas ruínas foram demolidas, permanecendo apenas a torre com a forma deixada por Wiegmann. Apenas um contorno na praça, feito com diferentes pedras coloridas, indica o antigo esquema do Palácio de Düsseldorf. A Burgplatz nunca seria reconstruída, tal como desejaram os prussianos, os quais deram ordem para a demolição.
Actualmente, a torre do palácio alberga o Museu da Marinha (Schifffahrtmuseum).

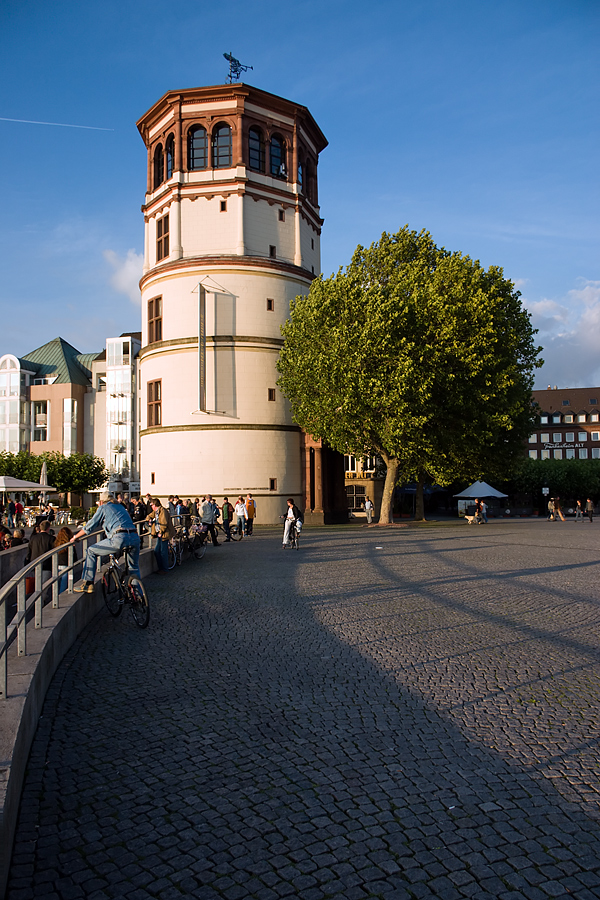
Aspecto actual da torre do palácio.

## Literatura
em alemão
- Sonja Schürmann: Die landesherrliche Burg, das spätere kurfürstliche Schloß zu Düsseldorf. In: Land im Mittelpunkt der Mächte – Die Herzogtümer Jülich, Kleve, Berg. Boss-Verlag, Kleve 1985, ISBN 3-922384-46-3
- Annette Fimpeler-Philippen/Sonja Schürmann: Das Schloß in Düsseldorf. Düsseldorf 1999, ISBN 3-7700-1120-1
- Hatto Küffner/Edmund Spohr: Burg und Schloß Düsseldorf. Baugeschichte einer Residenz. Kleve 1999